# 鈴木雄太 (1990年生のサッカー選手)
鈴木 雄太（すずき ゆうた、1990年7月9日 - ）は、三重県多気郡明和町出身のサッカー選手。ポジションはMF。

## 来歴
三重県立津工業高等学校サッカー部時代に全国高等学校総合体育大会サッカー競技大会に2年連続（2007年、2008年）で出場。また、第86回全国高等学校サッカー選手権大会では準決勝まで勝ち進んだ。その後専修大学へ進学し体育会サッカー部に入部。卒業後は一般企業に就職。しかし再度プロサッカー選手を目指すために退職し、2014年に当時東海社会人サッカーリーグ1部のFC鈴鹿ランポーレ（後の鈴鹿ポイントゲッターズ）に加入。2016年にトライアウトを経てチェコ4部リーグのFSCスタラー・ジーシェと契約するが、3ヶ月で退団してTSV1973四日市に加入。
2017年、メトフォン・Cリーグのプノンペン・クラウンFCと自身初のプロ契約を締結。翌2018年は同じCリーグのナショナル・ポリス・コミッサリーFCに加入。
2019年からマレーシアのクチンFAでプレーしている。加入後すぐにマレーシアM3リーグに参戦していたクラブでレギュラーを確保し、マレーシア・プレミアリーグへの昇格に貢献した。翌2020年は昇格1年目ながらリーグ4位でシーズンを終えている。

## 所属クラブ
- 1998年 - 2003年 明和FC
- 2003年 - 2006年 明和中学校サッカー部
- 2006年 - 2009年 三重県立津工業高等学校サッカー部
- 2009年 - 2013年 専修大学体育会サッカー部
- 2014年 - 2015年  FC鈴鹿ランポーレ
- 2016年  FSCスタラー・ジーシェ（チェコ語版）
- 2016年  TSV1973四日市
- 2017年  プノンペン・クラウンFC
- 2018年  ナショナル・ポリス・コミッサリーFC（英語版）
- 2019年 - 2021年  クチンFA/クチン・シティFC
- 2022年  スワディナータ・クリラ・サンガ
- 2023年  マッチンドラFC
- 2024年  ヤング・エレファンツFC